# 中華民國—烏拉圭關係
中華民國與烏拉圭東方共和國於1957—1988年有官方外交關係，斷交後，目前沒有在對方首都互設具大使館功能的代表機構。對烏拉圭的相關事務由駐阿根廷台北商務文化辦事處兼轄。

## 政治

### 外交

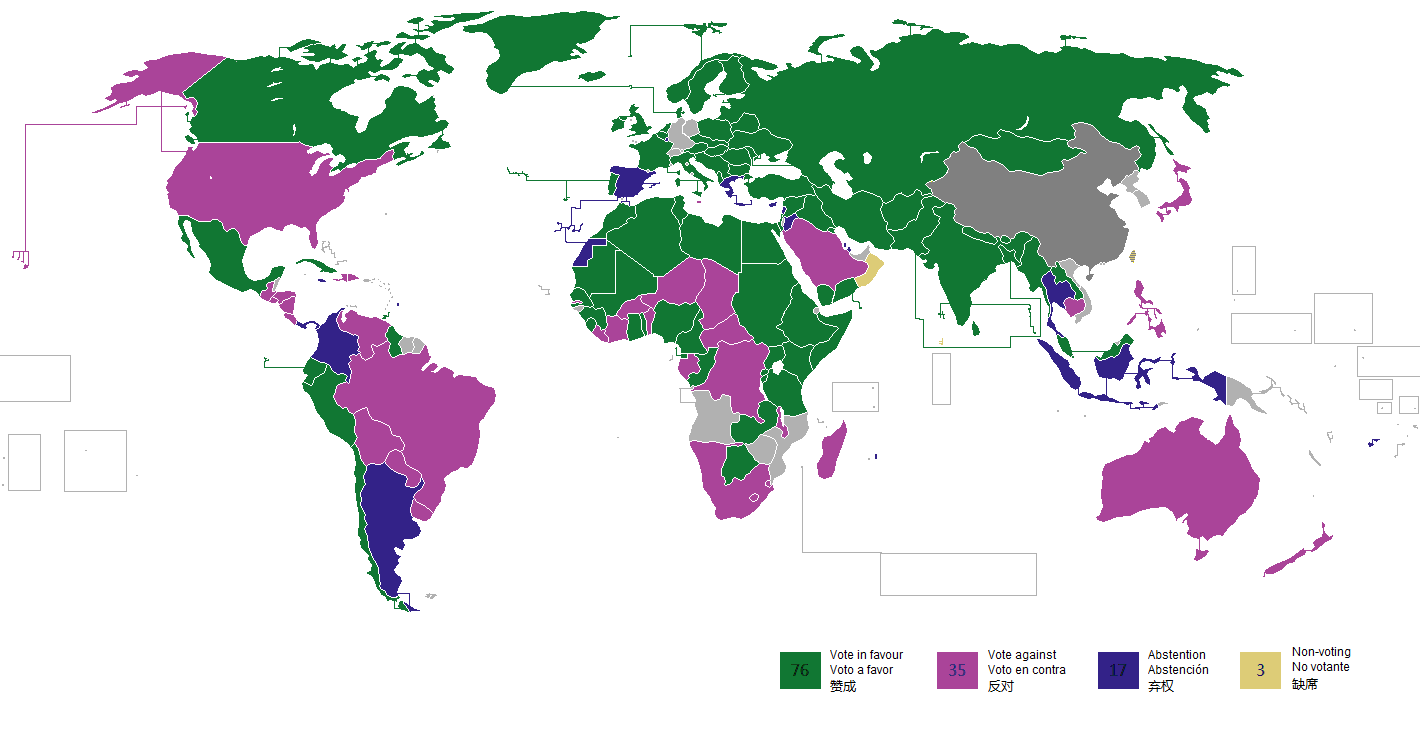
紫色國家表示在1971年的投票中支持中華民國續留聯合國，即《聯合國大會2758號決議》，其中包括烏拉圭。

1957年11月15日，烏拉圭與中華民國建立公使級外交關係。於首都蒙特維多設立中華民國駐烏拉圭東方共和國公使館，並派駐公使（由駐阿根廷大使兼任，後兼使改為專使）。烏拉圭則未設立公使館、派駐公使。
1962年7月5日，建立大使級外交關係。公使館升格為中華民國駐烏拉圭東方共和國大使館。1962年9月，派駐大使（首任大使由駐阿根廷大使兼任，1966年3月起改為專使）。
1963年，烏拉圭派駐大使（由駐日本大使兼任）。
1965年，於首都臺北設立烏拉圭東方共和國駐中華民國大使館。1981年以後，不再派駐大使。
1985年2月24日，中華民國副總統李登輝率特使團前往烏拉圭參加新任總統桑吉內提的就職典禮。並宣慰當地僑民與駐在工作人員。
1986年1月13日，烏拉圭眾議院議長馬契桑諾夫婦抵台訪問6天。5月18日，眾議院第一、第三副議長與眾議員，以及總統宣傳顧問等人亦訪臺。
1987年8月29日，烏拉圭前總統、駐巴拉圭大使巴契哥夫婦訪臺。
1988年2月3日，烏拉圭與中華人民共和國建交，4日，與中華民國斷交。
1992年7月，於首都蒙特維多設立具大使館功能的駐烏拉圭臺北經濟辦事處，烏拉圭政府將該處視同國際組織。但於2002年12月關閉。
1993年9月，烏拉圭常駐聯合國代表在第48屆聯合國大會的總辯論中，提出「會籍普遍化原則」，間接表示支持中華民國參與聯合國。
1995年1月，台灣「豐盈十六號」魷釣船於南大西洋公海發生命案，3名中華人民共和國籍漁工涉嫌殺死中華民國籍船員，後該船駛往烏拉圭首都蒙特維多靠岸並請求處理。因該案發生在公海，烏拉圭政府在經過初步偵訊後即依據國際法「司法管轄權屬於船籍國」的規範，經由國際刑警組織通知中華民國警方派員前往押解嫌犯，並於2月返抵台灣移送法辦。
1997年10月，烏拉圭前總統拉卡耶訪臺。
1999年1月，烏拉圭眾議院議長池洛博訪臺。11月，烏拉圭最高法院院長抵台參加第42屆國際法官協會年會。
2015年，烏拉圭護民官署主席谷恩澤訪臺。
2020年5月，烏拉圭與其他9個美洲國家共71名「福爾摩沙俱樂部」（Formosa Club）的友台國會議員以「一人一信」方式，致函世界卫生组织（WHO）幹事長谭德塞，呼籲WHO正視中華民國（臺灣）參與世界衛生體系的必要性與急迫性。

## 經濟

### 貿易
| 年分 | 貿易總額   | 貿易總額 | 貿易總額 | 出口至烏拉圭 | 出口至烏拉圭 | 出口至烏拉圭 | 自烏拉圭進口 | 自烏拉圭進口 | 自烏拉圭進口 | 順逆差 |
| 年分 | 金額       | 年增減   | 排名     | 金額         | 年增減       | 排名         | 金額         | 年增減       | 排名         | 順逆差 |
| ---- | ---------- | -------- | -------- | ------------ | ------------ | ------------ | ------------ | ------------ | ------------ | ------ |
| 2017 | 72,685,234 | ▲15.4%   | 96       | 56,462,882   | ▲8.0%        | 83           | 16,222,352   | ▲51.4%       | 105          | 順差▼  |
| 2018 | 77,589,373 | ▲6.7%    | 93       | 59,044,656   | ▲4.6%        | 85           | 18,544,717   | ▲14.3%       | 102          | 順差▲  |
| 2019 | 49,313,344 | ▼36.4%   | 102      | 38,546,897   | ▼34.7%       | 91           | 10,766,447   | ▼41.9%       | 108          | 順差▼  |
| 2020 | 68,419,273 | ▲38.7%   | 94       | 57,576,908   | ▲49.4%       | 81           | 10,842,365   | ▲0.7%        | 107          | 順差▲  |
| 2021 | 61,754,077 | ▼9.7%    | 104      | 49,269,891   | ▼14.4%       | 87           | 12,484,186   | ▲15.1%       | 108          | 順差▼  |
| 2022 | 72,498,054 | ▲17.4%   | 99       | 60,764,187   | ▲23.3%       | 88           | 11,733,867   | ▼6.0%        | 108          | 順差▲  |
| 2023 | 51,987,955 | ▼28.3%   | 103      | 45,833,553   | ▼24.6%       | 87           | 6,154,402    | ▼47.6%       | 117          | 順差▼  |
| 2024 | 44,292,315 | ▼14.8%   | 104      | 39,085,306   | ▼14.7%       | 90           | 5,207,009    | ▼15.4%       | 124          | 順差▼  |

2023年的兩國貿易項目如下：
出口至烏拉圭的前10大項目為：冷凍魚；合成橡胶之板、片、條與從油類獲得之硫化油膏；聚縮醛、环氧树脂、醇酸樹脂、聚碳酸酯、聚丙烯酯與其他聚酯、聚醚；苯乙烯之聚合物；車輛之零件與附件；電音響或視覺信號器具；不鏽鋼扁軋製品；自行車或機動車輛用之電氣照明或信號設備、擋風板刮刷器、去霜或去霧器；特定用途器具之零件；填塞料、紗布、繃帶及其類似品，已塗浸藥物或製成零售包裝供醫用者等。
自烏拉圭進口的前10大項目為：木材；計量或檢查用儀器與器具、定型投影機；不帶毛之牛、馬類動物鞣制皮革或胚皮革；乳品衍生之乳酪與其他油脂、塗醬；寶石（不包括钻石）與次寶石；原木；乳清或天然乳品；乾酪與凝乳；咖啡、咖啡荳殼與荳皮、含咖啡成分之代替品；殺蟲劑、殺鼠劑、殺菌劑、消毒劑、除草剂、抑芽劑、植物生長調節劑與類似產品等。

### 投資
根據中華民國經濟部投資審議司統計，截至2023年，臺商在烏拉圭直接投資共2件，金額37.8萬美元，主要為農林漁牧業；烏拉圭在臺無直接投資紀錄。

### 會展
2000年4月，經濟部國際貿易局（國貿局）局長陳瑞隆率領「2000年南美洲經貿投資訪問團」訪問巴拉圭、巴西、阿根廷、智利及烏拉圭。
2011年3月16日，由國貿局委託中華民國對外貿易發展協會（外貿協會）與40家廠商舉辦的「2011年南美洲拓銷團」繼秘魯、智利及阿根廷之後，抵達最後1站烏拉圭，並於首都蒙特維多進行貿易洽談會。

## 交流

### 僑民
目前在烏拉圭的臺灣僑民約30戶，共100餘人，多數僑商為烏拉圭臺灣商會會員，主要經營塑料加工業、漁業捕撈、超級市場、汽車零件、餐廳、果園，部分經營素食外賣店，均屬中小型規模。

### 體育

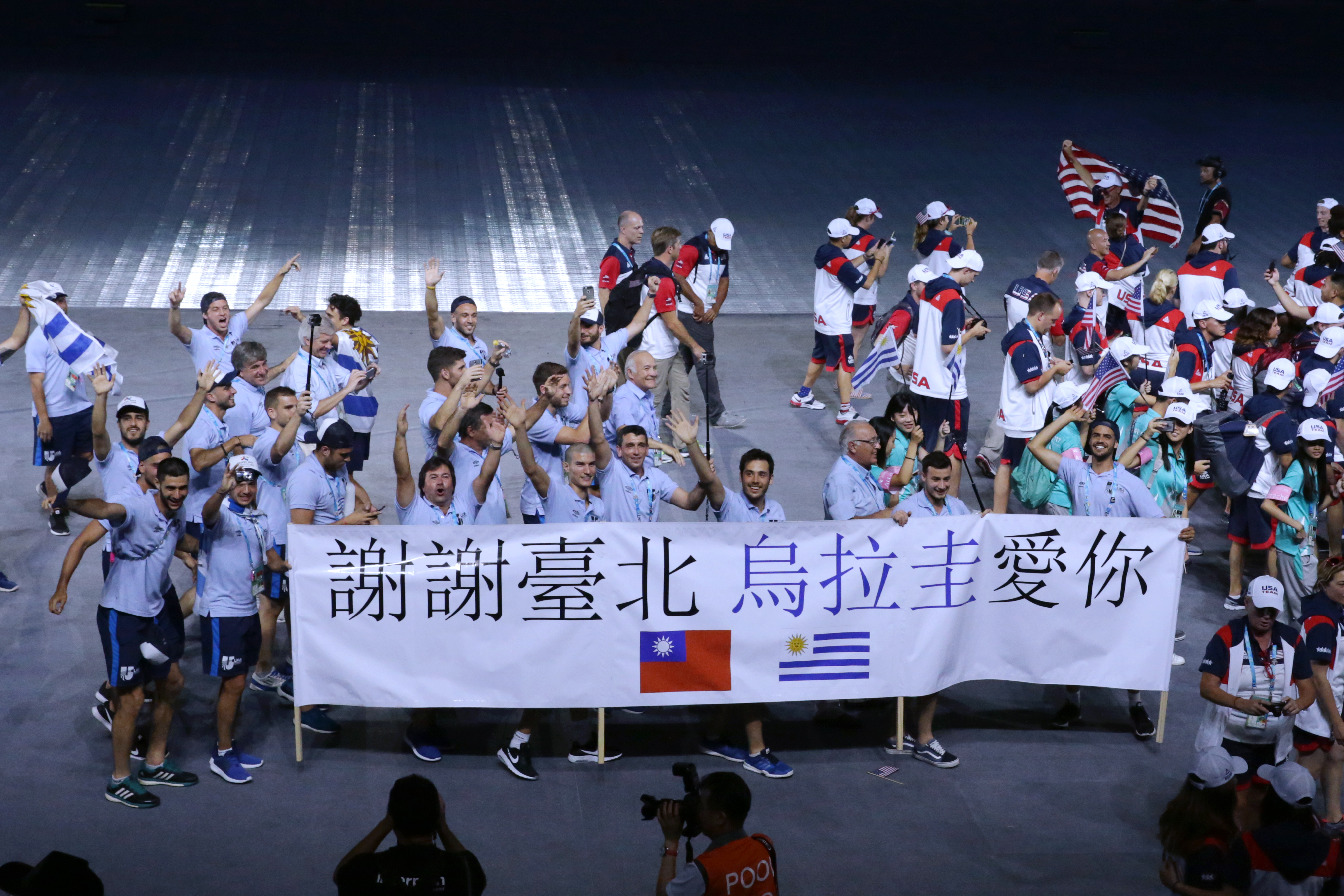
烏拉圭代表團進場。

2017年8月19日，在中華民國台北市舉行的夏季世界大學運動會開幕式中，烏拉圭代表團舉著印有中華民國國旗與烏拉圭國旗以及「謝謝臺北 烏拉圭愛你」字樣的布條進場。

## 協定
| 日期          | 簽署                                                                       | 備註         |
| ------------- | -------------------------------------------------------------------------- | ------------ |
| 1961年5月3日  | 《中華民國與烏拉圭共和國間文化專約》                                       | 以下簡稱中烏 |
| 1964年10月6日 | 《中烏友好條約》                                                           |              |
| 1970年9月10日 | 《中烏商務協定》                                                           | [ 註 1 ]     |
| 1973年8月10日 | 《中烏農業技術合作協定換文》                                               | [ 註 2 ]     |
| 1976年11月7日 | 《中烏購售高梁及其他穀類換文》 《中烏擴大貿易換文》                        |              |
| 1981年6月25日 | 《中烏相互實施一九七四年國際海上人命安全公約暨一九七八年有關議定書之條文》 |              |
| 2023年6月13日 | 《中華民國全國商業總會與烏拉圭全國商業總會合作備忘錄》                     | [ 20 ]       |

## 簽證

持中華民國護照的中華民國國民簽證要求分布圖：入境烏拉圭需要簽證。

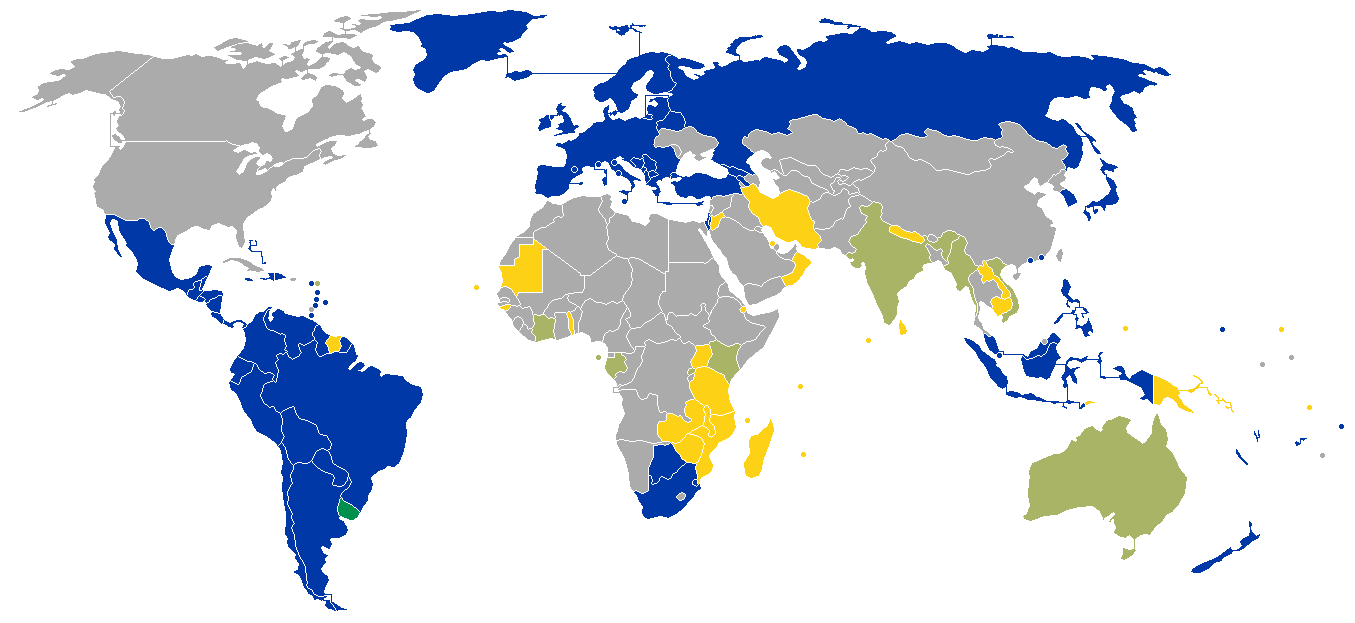
持烏拉圭護照的烏拉圭人口簽證要求分布圖：入境中華民國需要簽證。

兩國國民皆須申請簽證方可入境對方國家。持有中華民國護照與刑事紀錄證明文件的中華民國國民可前往烏拉圭駐日本大使館申請簽證。
持有烏拉圭護照的烏拉圭國民抵台參加由中央政府機關主辦、協辦或贊助之國際會議、運動賽事、商展或其他活動，可以電子簽證入境中華民國，停留最多30天並不得延期。

### 事件
烏拉圭政府原本於2018年10月19日起，給予免簽證待遇，停留最多90天。後於12月5日暫停，中華民國外交部表示，烏拉圭的說法是相關電子系統尚未建置完成，但也不排除中國大陸介入的可能性。

## 交通

### 航空
資料截至2023年7月4日

#### 客運
兩國無直航班機，亦無中華民國→直航第三地→烏拉圭，需多次轉機前往。
例如：
- 臺北→紐約→利馬→烏拉圭的卡拉斯科國際機場。

## 外部連結
- 中華民國外交部－烏拉圭共和國簡介 （页面存档备份，存于）
- 駐阿根廷台北商務文化辦事處
- 外交部領事事務局－國外旅遊警示分級表
- 中華民國衛生福利部－國際旅遊疫情建議等級
- 中華民國國際經濟合作協會 （页面存档备份，存于）